# 粗斑峨螺
粗斑峨螺（学名：Prodotia iostoma），是新腹足目峨螺科Prodotia属的一种。主要分布于台湾，常栖息在潮间带岩礁。